# Diagrama SOA

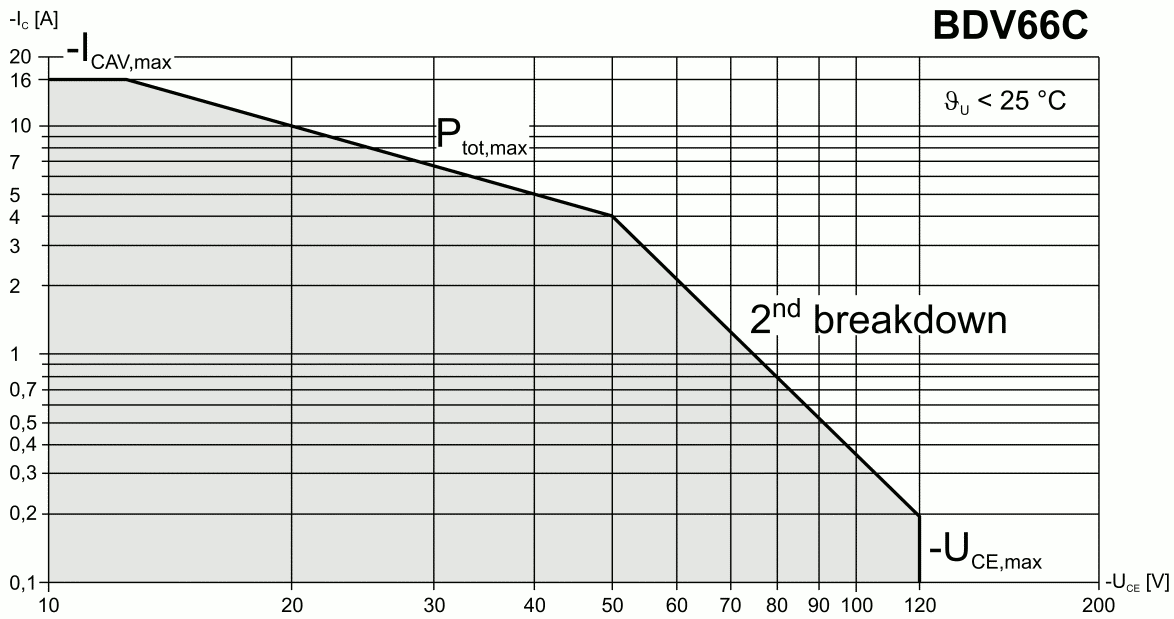
Il·lustració de l'àrea de funcionament segura d'un transistor de potència bipolar. Qualsevol combinació de corrent del col·lector i tensió per sota de la línia pot ser tolerada pel transistor.

Per als dispositius semiconductors de potència (com ara BJT, MOSFET, tiristor o IGBT), l'àrea operativa segura (amb acrònim anglès SOA) es defineix com les condicions de tensió i corrent sobre les quals es pot esperar que el dispositiu funcioni sense danyar-se.
SOA es presenta generalment a les fitxes de transistors com un gràfic amb V CE (tensió col·lector-emissor) a l'abscissa i I CE (corrent col·lector-emissor) a l'ordenada; la "àrea" segura que fa referència a l'àrea sota la corba. L'especificació SOA combina les diverses limitacions del dispositiu (tensió màxima, corrent, potència, temperatura de la unió, avaria secundària) en una sola corba, permetent un disseny simplificat dels circuits de protecció.
Sovint, a més de la qualificació contínua, també es representen corbes SOA separades per a condicions de pols de curta durada (pols d'1 ms, pols de 10 ms, etc.).
La corba de l'àrea operativa segura és una representació gràfica de la capacitat de maneig de potència del dispositiu en diverses condicions. La corba SOA té en compte la capacitat de transport del corrent d'enllaç del cable, la temperatura de la unió del transistor, la dissipació de potència interna i les limitacions de la ruptura secundària.
Quan tant el corrent com el voltatge es representen en escales logarítmiques, les vores de la SOA són línies rectes:
1. I C = I C max — límit de corrent.
2. V CE = V CE max — límit de tensió.
3. I C V CE = Pmax — límit de dissipació, ruptura tèrmica.
4. I C V CE α = const: aquest és el límit donat per la ruptura secundària (només transistors d'unió bipolar).

Les especificacions SOA són útils per a l'enginyer de disseny que treballa en circuits d'alimentació, com ara amplificadors i fonts d'alimentació, ja que permeten una avaluació ràpida dels límits del rendiment del dispositiu, el disseny de circuits de protecció adequats o laselecció d'un dispositiu més capaç. Les corbes SOA també són importants en el disseny de circuits de limitació de corrent.
La ruptura secundària és un mode de fallada en els transistors de potència bipolars. En un transistor de potència amb una gran àrea d'unió, en determinades condicions de corrent i tensió, el corrent es concentra en un petit punt de la unió base-emissor. Això provoca un escalfament local, avançant en un curt entre el col·lector i l'emissor. Això sovint condueix a la destrucció del transistor. Es pot produir una avaria secundària tant amb la unitat de base cap endavant com amb la inversa. Excepte en tensions baixes del col·lector-emissor, el límit d'avaria secundària restringeix el corrent del col·lector més que la dissipació de potència en estat estacionari del dispositiu. Els MOSFET de potència més antics no presentaven avaria secundària, amb la seva àrea de funcionament segura limitada només pel corrent màxim (la capacitat dels cables d'enllaç), la dissipació de potència màxima i la tensió màxima. Això ha canviat en dispositius més recents, tal com es detalla a la secció següent. Tanmateix, els MOSFET de potència tenen elements PN i BJT paràsits dins de l'estructura, que poden provocar modes de fallada localitzat més complexos que s'assemblen a una ruptura secundària.